# Raoul Magrin-Vernerey
Pour les articles homonymes, voir Magrin et Vernerey.
 (octobre 2014).
Raoul Charles Magrin-Vernerey, plus connu sous le pseudonyme de Ralph Monclar, né le 7 février 1892 à Budapest et mort le 3 juin 1964 à Paris, est un général français, compagnon de la Libération, grand-croix de la Légion d'honneur et médaillé militaire.
Officier parmi les plus décorés de l'armée française, ce « Bayard du XXe siècle » s'illustre durant la Première Guerre mondiale, au cours de laquelle il est promu capitaine, fait chevalier de la Légion d'honneur, blessé  sept fois et cité onze fois.
Après l'armistice du 11 novembre 1918, il sert à l'armée du Levant puis prend part à la campagne du Rif au Maroc. Il reçoit sept nouvelles citations. En février 1940, alors lieutenant-colonel, il reçoit le commandement des deux bataillons de marche de la Légion qui forment la légendaire 13e demi-brigade de Légion étrangère (13e DBLE). La demi-brigade se distingue en Norvège durant les batailles de Bjervik et de Narvik en mai-juin 1940.
Il rentre en France le 16 juin 1940 et, sous le pseudonyme de Ralph Monclar, se rallie au général de Gaulle. En février-mars 1941, il commande victorieusement la Brigade française d'Orient en Érythrée aux combats de Massaoua et de Keren. Il fait prisonnier l'amiral Mario Bonetti (it), commandant des forces italiennes en Afrique orientale.
Promu général de corps d'armée le 20 février 1950, il échange volontairement ses quatre étoiles contre les galons de lieutenant-colonel pour prendre le commandement du bataillon français de l'ONU pendant le début de la guerre de Corée avant d’être touché par la limite d’âge en 1951.
Il devient gouverneur des Invalides en 1962.

## Biographie

### Famille
Raoul Magrin-Vernerey est le fils d'Anna Magrin, fille de Martial Antoine Magrin et de Marie Élise Vernerey. Sa mère est institutrice en poste à Vienne et elle lui donne naissance à Budapest. Un comte hongrois veille d'abord à son éducation, puis il est élevé par sa grand-mère maternelle à Laviron, dans le Haut-Doubs.

### Formation
Après des études au lycée Victor-Hugo de Besançon et au petit séminaire d'Ornans, il a seize ans lorsqu'il se présente pour s'engager dans la Légion étrangère. En raison de son jeune âge, il n'est pas admis et reprend ses études et entre à Saint-Cyr en 1912, il en sort en 1914 avec la promotion de Montmirail, et le grade de sous-lieutenant.

### Première Guerre mondiale
Le 5 août 1914, il rejoint le 60e régiment d'infanterie. Il combat au sein de ce régiment et au sein du 260e et termine la guerre avec le grade de capitaine, en ayant reçu la croix de chevalier de la Légion d'honneur et 11 citations. Par ailleurs, il est blessé sept fois et réformé avec une invalidité de 90% : cuisse fracturée par balle, bras droit brisé par l'explosion d'une grenade, deux blessures à la tête imposant deux trépanations, les yeux brûlés par des gaz.

### Entre-deux-guerres
Après l'armistice du 11 novembre 1918, mis à la disposition du commandant en chef des armées alliées en Orient, il rejoint l’état-major comme chef du 1er bureau au début de 1919. Il est alors administré par le 1er régiment de tirailleurs marocains (RTM). Le 25 septembre, il est désigné pour effectuer un stage au centre d’aviation du 415e RI de San Stefano, où il est formé comme observateur avion. À l’issue, il rejoint les services administratifs du Levant à Beyrouth, en qualité d’adjoint à l’administrateur. Il est nommé conseiller administratif de Caza de Sayoun, le 1er mars 1920, puis inspecteur des milices du territoire des Alaouites, le 19 octobre. À ce poste, il mérite une citation à l’ordre de l’armée. Le 11 mai 1921, il est désigné pour encadrer la Légion syrienne. Il est affecté à la 4e compagnie du 1er escadron, escadron dont il prend le commandement le 1er juillet. Il cumule cette fonction avec celle d’adjoint au chef de corps.
Le 1er mars 1924, il obtient enfin de rejoindre la Légion étrangère dont il rêve depuis sa jeunesse. Après un bref séjour au 1er REI, il est affecté au 3e REI et prend part à la campagne du Rif au Maroc jusqu'en 1927. Il rejoint alors le Proche-Orient, où il est promu au grade de chef de bataillon en 1928.
Le 14 octobre 1930, il est désigné pour prendre le commandement du 16e bataillon de chasseurs à pied.
Il est une nouvelle fois affecté à la Légion en 1931 et ne quittera cette arme qu'en octobre 1941. Affecté au 2e REI, il séjourne au Maroc, puis il rejoint le 5e REI au Tonkin.
Rentrant d'Extrême-Orient, il prend en janvier 1938 le commandement du bataillon d'instruction de Saïda, il est promu au grade de lieutenant-colonel le 25 juin de la même année, avant de repartir au Maroc avec le 4e REI.

### Seconde Guerre mondiale
Le 23 février 1940, il rejoint le 3e REI qui forme un groupement de bataillons de marche de type montagne. Il est désigné comme chef de corps des deux bataillons de Légion qui forment la 13e demi-brigade légère de montagne de Légion étrangère (DBLE). Regroupée d’abord au camp du Larzac puis à Sathonay, son unité se prépare à une campagne, dont la destination n’est pas fixée. Ce sera le début de l'épopée de la 13e DBLE, la longue route ne fait que commencer.
Le 13 mai, à Bjervik en Norvège, la 13e DBLE livre son premier combat, conquiert quatre objectifs, force les Allemands à fuir, en abandonnant de nombreux prisonniers, des armes automatiques, des équipements impossibles à dénombrer, et jusqu'à dix avions bimoteurs.
Du 28 mai au 2 juin, le lieutenant-colonel Magrin-Vernerey et ses légionnaires gagnent à Narvik ce que l'on a appelé « la seule victoire française de 1939-1940 », victoire qui leur vaut d'être cités à l'ordre de l'Armée, avec attribution de la Croix de guerre avec palme de vermeil, pour avoir libéré 60 prisonniers alliés, fait 400 Allemands prisonniers, capturé 10 canons et un très important matériel.
À peine revenu en Bretagne, le 16 juin , avec 500 de ses hommes, il embarque le 19 juin  à Saint-Jacut-de-la-Mer où, via l'île de Jersey, il rejoint le 21 juin, avec la moitié de sa demi-brigade, les Forces françaises libres en Angleterre et adopte alors le pseudonyme de Monclar (du nom du village de Monclar-de-Quercy, dans le Tarn-et-Garonne, d'où sa famille est originaire). Il est promu au grade de colonel.
Fin août 1940, il est envoyé en Afrique avec la 13e DBLE (Dakar, Freetown puis le Cameroun), il refuse de participer aux combats de ralliement au Gabon, pour ne pas avoir à combattre des Français.
Participant aux opérations menées contre les forces de l'Axe en Afrique, c'est lui qui, à la tête de la brigade française libre d'Orient en Érythrée, prend Massaoua dans le cadre de la bataille de Keren en mars 1941, une opération qu'il a préparée et menée. Il entre dans la ville avec une section d'éclaireurs motocyclistes et fait prisonniers l'amiral Mario Bonetti (it), commandant des forces italiennes en Afrique orientale, 8 autres officiers généraux, 440 officiers et 14 000 soldats des forces italiennes.
En juin 1941, il refuse de combattre en Syrie contre d'autres Français, en particulier les légionnaires du 6e REI. Il est remplacé à la tête de la 13e DBLE par le lieutenant-colonel et prince Amilakvari.
En octobre 1941, il est nommé délégué et commandant des troupes pour le territoire des Alaouites et deux mois plus tard, en décembre 1941, il est promu général de brigade. Il retourne à Londres en décembre 1942, où il devient Commandant des Forces terrestres françaises en Grande-Bretagne.
En novembre 1943 et jusqu'à la fin de la guerre, il est adjoint au général commandant supérieur des troupes du Levant et participe à la pacification du nord de la Syrie, où se déroulent des troubles violents en mai et juin 1945.

### Après guerre
Promu général de division en 1946, il devient adjoint au commandant supérieur des troupes d'Algérie. Il est, en 1948, « chargé de mission permanente d'inspection des unités de Légion ». Pendant près de 2 ans, il effectue d'incessants voyages partout où stationnent et combattent des unités de Légion en Algérie, au Maroc, à Madagascar, en Indochine où il participe aux combats de Cochinchine et du Tonkin.
En 1950, général de corps d'armée, à la veille de sa retraite, il se porte volontaire pour commander le bataillon français de l'ONU en cours de formation, pour intervenir en Corée et échange ses étoiles contre les 5 galons panachés de lieutenant-colonel, pour pouvoir le faire.
Ayant atteint la limite d'âge, il rentre en France en 1951. 
En 1958, il est suppléant du député UNR Achille Peretti dans la 34e circonscription  de la Seine.
En 1962, succédant au général Kientz, il devient gouverneur des Invalides. À ce titre il est désigné président d'honneur de l'association nationale des croix de guerre et de la valeur militaire.
C'est à ce poste d'honneur, qu'il meurt le 3 juin 1964 au Val-de-Grâce à Paris. Il est inhumé dans le caveau des gouverneurs, dans la crypte de l'église Saint-Louis-des-Invalides.
Il a été le président fondateur de l'Association nationale des anciens des forces françaises de l'ONU et du régiment de Corée.

## Décorations et honneurs

### Décorations françaises
- Grand-croix de la Légion d'honneur (1949)
- Médaille militaire (1952)[7]
- Compagnon de la Libération (décret du 1er juin 1943)
- Croix de guerre 1914-1918 (11 citations : 7 palmes, 1 étoile de vermeil, 2 étoiles d’argent et 1 étoile de bronze)
- Croix de guerre des Théâtres d'opérations extérieurs (7 citations : 5 palmes et 2 étoiles de vermeil)
- Croix de guerre 1939-1945 (3 citations : 3 palmes)
- Médaille de la Résistance française, avec rosette
- Médaille des évadés
- Insigne des blessés militaires (7 blessures)
- Croix du combattant volontaire 1914-1918
- Médaille coloniale (avec agrafes Maroc 25-26 et Érythrée)
- Médaille commémorative de Syrie-Cilicie
- Médaille commémorative de la guerre 1914-1918
- Médaille interalliée de la Victoire
- Médaille commémorative française de la guerre 1939-1945
- Médaille commémorative des services volontaires dans la France libre
- Médaille commémorative française des opérations de l'Organisation des Nations unies en Corée.
- Médaille commémorative pour le Liban (1926)

### Décorations étrangères

#### Protectorat français du Cambodge(décoration coloniale)
- Grand-croix de l'ordre royal

#### Belgique
- Commandeur de l'ordre de la Couronne
- Croix de guerre 1914-1918

#### Comores
- Grand-croix de l'ordre de l'Étoile d'Anjouan

#### Corée du Sud
- Grand cordon de l'Ordre de Taegeuk avec étoile d'argent, à titre militaire

#### États-Unis
- Silver Star
- Officier de la Legion of Merit

#### Grèce
- Croix de guerre

#### Indochine française(décoration coloniale)
- Grand officier de l'ordre du Dragon d'Annam

#### Liban
- Ordre du Mérite 4e classe

#### Protectorat français au Maroc(décoration coloniale)
- Grand officier de l'ordre du Ouissam alaouite

#### Norvège
- Grand-croix de l'ordre de Saint-Olaf
- Croix de guerre norvégienne avec épée

#### Pologne
- Ordre militaire de Virtuti Militari

#### Roumanie
- Officier de l'ordre de l'Étoile de Roumanie avec glaives

#### Royaume-Uni
- Ordre de l'Empire britannique à titre civil
- Croix militaire

### Hommages
- En 1979, la place du Général-Monclar dans le 15e arrondissement de Paris prend son nom en hommage.
- La 171e promotion de l'École spéciale militaire de Saint-Cyr (1984-1987) porte son nom.
- Stade Monclar à Neuilly-sur-Seine.
- En 2011, la mairie de Monclar-de-Quercy lui rend hommage en inaugurant une stèle en son honneur devant l'entrée des officiels de la mairie. Une place et la salle d'honneur de la mairie prennent également son nom.
- Une allée du quartier Driant de Bitche - où est cantonné le 16e bataillon de chasseurs - porte son nom.